# Halowe Mistrzostwa Europy w Lekkoatletyce 1988 – chód na 5000 m mężczyzn
Chód na 5000 metrów mężczyzn – jedna z konkurencji rozgrywanych podczas halowych lekkoatletycznych mistrzostw Europy w  hali Sport Csárnok w Budapeszcie. Rozegrano od razu finał 6 marca 1988. Zwyciężył reprezentant Czechosłowacji Jozef Pribilinec, który tym samym obronił tytuł zdobyty na poprzednich mistrzostwach. Poprawił swój rekord mistrzostw uzyskując czas 18:44,40.

## Rezultaty

### Finał
Opracowano na podstawie materiału źródłowego.
| Miejsce | Zawodnik               | Czas     | Uwagi |
| ------- | ---------------------- | -------- | ----- |
| 1       | Jozef Pribilinec       | 18:44,40 | CR    |
| 2       | Roman Mrázek           | 18:44,93 |       |
| 3       | Sándor Urbanik         | 18:45,91 |       |
| 4       | Erling Andersen        | 18:49,10 |       |
| 5       | Zdzisław Szlapkin      | 18:49,49 |       |
| 6       | Jos Martens            | 18:54,67 |       |
| 7       | Giovanni De Benedictis | 18:58,40 |       |
| 8       | Lubomir Iwanow         | 19:00,02 |       |
| 9       | Pavol Blažek           | 19:03,82 |       |
| 10      | Siergiej Protyszyn     | 19:18,30 |       |
| 11      | Jean-Claude Corre      | 19:20,03 |       |
| 12      | Jan Staaf              | 19:20,81 |       |
| 13      | José Urbano            | 19:41,79 |       |
| 14      | Karoly Kirszt          | 20:23,50 |       |
| 15      | Dirk Vandebosch        | 21:02,09 |       |
| –       | Bo Gustafsson          | DSQ      |       |
| –       | Michaił Szczennikow    | DSQ      |       |